# Locomotiva FS 451
Le locomotive del gruppo 451 costituivano una serie di 72 macchine, a vapore saturo e semplice espansione, a quattro assi accoppiati e con tender, alimentate a carbone, che le Ferrovie dello Stato acquisirono, in seguito alla statizzazione delle ferrovie nel 1905, insieme agli impianti della Rete Adriatica ove costituivano il gruppo RA 450 bis.

## Storia
Le locomotive vennero acquisite tra 1887 e 1890 dalla Società italiana per le strade ferrate meridionali per l'esercizio della Rete Adriatica. Ricalcavano per sommi capi il precedente progetto delle RA 450 ma vennero costruite da varie fabbriche di locomotive a vapore, tedesche, italiane ed inglesi ed equipaggiate in maniera differente per quanto riguarda il sistema di frenatura e la disposizione delle apparecchiature.
Le unità vennero immatricolate come gruppo RA 450 bis, per distinguerle da quelle similari del gruppo RA 450, ma continuando la numerazione progressiva di queste ultime e quindi classificate progressivamente da 4509-4580.
Passate alle FS dopo il 1905 ricevettero l'immatricolazione, a quattro cifre, come gruppo FS 451 ma a differenza di altri casi non mantennero nel passaggio il loro numero progressivo originario RA ma vennero fatte partire da 4511 fino a 4582; le Ferrovie dello Stato le raggrupparono tenendo presente soprattutto il tipo di freno di dotazione essendo alcune dotate di freno a controvapore, altre di freno a vuoto ed altre ancora ad aria compressa.

## Caratteristiche
Le locomotive del Gruppo 451 FS erano a vapore saturo e a semplice espansione con 2 cilindri esterni. Il rodiggio era 0-4-0, a quattro assi accoppiati con azionamento della biella motrice sul terzo asse e diametro delle ruote di 1280 mm. Erano quindi macchine adatte al servizio merci più gravoso e a bassa velocità. Costituirono un gruppo piuttosto numeroso, in tutto 72 unità, e vennero realizzate con alcune differenze pur essendo di caratteristiche generali abbastanza omogenee quanto a prestazioni.
La caldaia aveva una pressione di taratura di 10 bar; la sua lunghezza era uguale per tutte, di 7.785 mm. Il volume di acqua che essa era in grado di contenere per il servizio (misurato con 10 cm di altezza sul cielo del forno) era di 5,76 m³, con 2,4 m³ di vapore nella maggior parte delle locomotive eccetto che su 14 unità delle ultime consegne che caricavano più acqua, 5,9 m³. La produzione oraria di vapore asciutto era uguale per tutte, 6.740 kg e così anche la potenza sviluppata di 620 hp e lo sforzo di trazione sviluppabile, massimo (11.850 kg) e continuo (5.600 kg alla velocità di 30 km/h). 
Variava, ma di poco, lo sforzo di trazione allo spunto, corrispondente al coefficiente di aderenza 1/7, in funzione delle differenti ripartizioni dei carichi assiali.
Uguale anche il numero di tubi bollitori da 50/45 mm che erano 241, con superficie riscaldante di 144,83 m² che però differiva, per quella complessiva data la differenza esistente di capacità dell'area soprastante il cielo del forno; questa era, rispettivamente, di 9,77 m³ sulla maggior parte delle macchine e di 11,60 m³ sulle 14 unità sopracitate.
Uguali erano le dimensioni in lunghezza e larghezza del forno (2.050  e 1.240 mm) ma diversa l'altezza: 1.350 mm o 1.635 mm. La griglia del forno aveva, per tutte, la superficie di 2,05 m².
Il meccanismo motore era il classico 2 cilindri che avevano il diametro di 530 mm e facevano una corsa di 660 mm. La distribuzione del vapore veniva assicurata mediante cassetti azionati da un meccanismo di tipo Stephenson
La massa delle locomotive variava da 50  t a 56,6  t, tutte aderenti.
Il tender era a tre assi con massa complessiva di 28,3  o di 29,7  t ma uguale era il carico di carbone, di 4,7 t, e il carico d'acqua, di 10,500 m³.
Le locomotive FS 4511-4552 erano munite di solo freno a controvapore e di freno a mano agente sulle ruote del tender.
 
Le FS 4553, 4555, 4556, 4557, 4558, 4559, 4560, 4561, 4562, 4565, 4566 e 4574 avevano il freno ad aria compressa automatico e moderabile.

Le FS 4554, 4563, 4564, 4567, 4568, 4569, 4570, 4571, 4572, 4573, 4574, 4575, 4576, 4577, 4579, 4580, 4581 e 4582 avevano invece il freno a vuoto non automatico e il freno a controvapore.
La velocità massima raggiungibile era per tutte di 45 km/h.